# Carroll (Nebraska)
Pour les articles homonymes, voir Carroll.
Carroll est un village du comté de Wayne, dans l'État du Nebraska, aux États-Unis. En 2020, il comptait une population de 193 habitants.